# Jazz Blues Fusion
Jazz Blues Fusion ist das 17. Musikalbum des britischen Blues-Musikers John Mayall. Nach den hauptsächlich akustischen, schlagzeuglosen Alben der Turning-Point-Ära und der teilweisen Rückkehr zum Bluesbreakers-Stil der 60er auf Back to the Roots begab er sich dabei in ein neues Genre – den Jazz. Ganz neu war das für Mayall nicht, hatte er doch bereits auf Bare Wires und Diary of a Band 1968 mit Henry Lowther, Chris Mercer und Dick Heckstall-Smith Jazzelemente zugelassen. 1971 allerdings setzte sich die Band fast komplett aus bekannten US-Interpreten des modernen funkigen Jazz zusammen.
Die Besetzung seiner Band hatte sich zu dieser Zeit wieder komplett verändert, abgesehen von Bassist Larry Taylor sind alle Musiker, die hier mitspielen, zum ersten Mal auf einer Platte von Mayall zu hören. Allerdings hatte man zuvor bereits im August 1971 in ähnlicher Besetzung bei den Aufnahmen für ein zu der damaligen Zeit nicht veröffentlichtes, von Mayall produziertes Album von Albert King zusammengespielt (1986 als The Lost Session erschienen), sowie (ohne die Bläser) für das ebenfalls von Mayall produzierte Album The Devil's Harmonica von Shakey Jake Harris.
Anstatt standardisierten Jazz zu spielen, mischt Mayall diesen mit dem für ihn typischen britischen Blues. Von vielen wird John Mayall deshalb als der Schöpfer eines neuen Musikstiles, des Jazzblues, angesehen. Dies entspricht aber nicht der Wahrheit. Er hat jedoch den modernen Jazz Blues stark beeinflusst und geprägt. Heraus kam in seinem Album eine Mischung aus langsamem, ruhigem, gelassenem Jazz Blues und funkigem, schnellem Jazz Blues. Wie gewohnt sind viele der Songs von Mayalls Harmonika dominiert, als Keyboarder tritt er – wie auch auf den vorigen Alben – nur kurz in Erscheinung. Da große Teile der damaligen Konzerte improvisiert waren, halten sich die Stücke größtenteils an die klassische zwölftaktige Bluesform.

„Each number is completely improvised. I just go on stage knowing that everybody up there can play anything, so all I do is come up with the first chorus and a theme. Everybody listens and plays from that, checking it out, adding what they feel, and take it how they hear it on the second chorus, and it's often something that's a surprise to me."“

Die Songs der ersten Plattenseite wurden in Boston am 18. November, die der zweiten Seite in New York City am 3. und 4. Dezember 1971 live aufgenommen. Leiter der Aufnahmetechnik war Eddie Kramer, welcher auch die Songs schnitt und abmischte (in den Electric Lady Studios). Die Fotos des Albums wurden von Nancy Throckmorton und Steve Katleman aufgenommen. Für das Design zeichnet John Mayall verantwortlich, welcher auch die Songs und Texte schrieb. Das Album erschien 1972 bei PolyGram Records, produziert wurde es ebenfalls von John Mayall.
Weitere Aufnahmen in diesem Stil und mit ähnlichen Besetzungen finden sich auf den Alben Moving On (1972), Ten Years Are Gone (1973) sowie den Archiv-Alben Rolling With The Blues (CD 1: 1972/1973) und Rock The Blues Tonight (die letzten drei Tracks auf CD 2 stammen nicht wie angegeben von 1971, sondern von 1972). Mit The Latest Edition (1974) änderte Mayall dann wieder seinen Stil, diesmal in Richtung funkigen Bluesrock.

## Albumstücke
1. Country Road – (7:17)
2. Mess Around – (2:50)
3. Good Times Boogie – (8:52)
4. Change Your Ways – (3:41)
5. Dry Throat – (6:40)
6. Exercise in C Major for Harmonica – (8:33)
7. Got to Be This Way – (6:52)